# Croth
Croth és un municipi francès situat al departament de l'Eure i a la regió de Normandia. L'any 2007 tenia 1.288 habitants.

## Demografia

### Població
El 2007 la població de fet de Croth era de 1.288 persones. Hi havia 440 famílies, de les quals 82 eren unipersonals (45 homes vivint sols i 37 dones vivint soles), 130 parelles sense fills, 208 parelles amb fills i 20 famílies monoparentals amb fills.
La població ha evolucionat segons el següent gràfic:
Habitants censats

### Habitatges
El 2007 hi havia 534 habitatges, 462 eren l'habitatge principal de la família, 48 eren segones residències i 24 estaven desocupats. 515 eren cases i 13 eren apartaments. Dels 462 habitatges principals, 396 estaven ocupats pels seus propietaris, 56 estaven llogats i ocupats pels llogaters i 9 estaven cedits a títol gratuït; 3 tenien una cambra, 11 en tenien dues, 63 en tenien tres, 143 en tenien quatre i 242 en tenien cinc o més. 355 habitatges disposaven pel capbaix d'una plaça de pàrquing. A 162 habitatges hi havia un automòbil i a 269 n'hi havia dos o més.

### Piràmide de població
La piràmide de població per edats i sexe el 2009 era:
| Homes | Edats   | Dones |
| ----- | ------- | ----- |
| 0     | 95 o +  | 4     |
| 4     | 90 a 94 | 20    |
| 0     | 85 a 89 | 0     |
| 8     | 80 a 84 | 12    |
| 12    | 75 a 79 | 24    |
| 0     | 70 a 74 | 8     |
| 32    | 65 a 69 | 24    |
| 32    | 60 a 64 | 16    |
| 32    | 55 a 59 | 20    |
| 28    | 50 a 54 | 44    |
| 52    | 45 a 49 | 28    |
| 48    | 40 a 44 | 44    |
| 52    | 35 a 39 | 68    |
| 44    | 30 a 34 | 40    |
| 44    | 25 a 29 | 56    |
| 36    | 20 a 24 | 36    |
| 76    | 15 a 19 | 80    |
| 48    | 10 a 14 | 60    |
| 68    | 5 a 9   | 52    |
| 40    | 0 a 4   | 48    |

## Economia
El 2007 la població en edat de treballar era de 856 persones, 641 eren actives i 215 eren inactives. De les 641 persones actives 580 estaven ocupades (310 homes i 270 dones) i 62 estaven aturades (31 homes i 31 dones). De les 215 persones inactives 72 estaven jubilades, 76 estaven estudiant i 67 estaven classificades com a «altres inactius».

### Ingressos
El 2009 a Croth hi havia 456 unitats fiscals que integraven 1.296 persones, la mediana anual d'ingressos fiscals per persona era de 18.467 €.

### Activitats econòmiques
Dels 32 establiments que hi havia el 2007, 5 eren d'empreses de fabricació d'altres productes industrials, 7 d'empreses de construcció, 8 d'empreses de comerç i reparació d'automòbils, 1 d'una empresa d'hostatgeria i restauració, 1 d'una empresa d'informació i comunicació, 1 d'una empresa financera, 1 d'una empresa immobiliària, 3 d'empreses de serveis, 4 d'entitats de l'administració pública i 1 d'una empresa classificada com a «altres activitats de serveis».
Dels 10 establiments de servei als particulars que hi havia el 2009, 1 era un taller de reparació d'automòbils i de material agrícola, 1 guixaire pintor, 1 fusteria, 2 lampisteries, 4 electricistes i 1 perruqueria.

## Equipaments sanitaris i escolars
El 2009 hi havia una escola elemental.

## Poblacions més properes
El següent diagrama mostra les poblacions més properes.